# Гребля Ваді-Хавашина
Гребля Ваді-Хавашина (Wadi Hawasinah) — інженерна споруда на півночі Оману.
У другій половині 20 століття зростання населення Оману та розширення поливного землеробства почало призводити до виснаження водоносних горизонтів, що на тлі пустельного клімату були головним джерелом прісної води в країні. Як наслідок, розробили програму їх поповнення шляхом спорудження численних гребель, які б утримували воду під час короткочасних дощів та забезпечували максимальне всотування води у алювіальні породи русла.
Вісімнадцятою та однією з найбільших за розмірами водосховища греблею такого типу стала завершена в 1995 році споруда у Ваді-Хавашина (за півсотні кілометрів на південний схід від Сeхару) із водозбірним басейном площею 869 км2. Долину ваді перекрили насипною спорудою довжиною 5900 метрів та висотою 7 метрів. Центральна ділянка греблі завдовжки понад 1,1 км виконана як водопропускна із бетонним покриттям.
Гребля здатна утримувати 3,7 млн м3 води.
Для випуску води до нижньої ділянки русла ваді передбачені 5 кульвертів.